# The Night Owl
The Night Owl (en hangul, 올빼미; romanización revisada, Olbbaemi; literalmente, «Búho») es una película surcoreana de 2022 escrita y dirigida por Ahn Tae-jin y protagonizada por Ryu Jun-yeol y Yoo Hae-jin. Se estrenó el 23 de noviembre de 2022.

## Sinopsis
Kyung-soo es un hombre casi ciego pero extraordinariamente hábil en acupuntura, gracias a lo cual entra al palacio. Por esa época, el príncipe Sohyeon, que había sido tomado como rehén por la dinastía Qing, regresa a Corea después de ocho años, y el rey Injo, aunque feliz por el regreso de su hijo, se siente abrumado por una ansiedad desconocida.
Una noche, Kyung-soo, que puede ver confusamente en la oscuridad, es testigo de la muerte de Sohyeon, y justo cuando intenta decir la verdad, se revela un secreto y una conspiración aún mayores, que ponen su vida en peligro.
Después de la muerte de su hijo, la ansiedad de Injo se agrava y se convierte en locura. Kyung-soo revela gradualmente los verdaderos rostros de las personas involucradas.

## Reparto
- Ryu Jun-yeol como Kyung-soo.[5][6][7]
- Yoo Hae-jin como el rey Injo de Joseon.[8][9]
- Choi Moo-sung como Lee Hyung-ik, médico.[10]
- Jo Sung-ha como Young Eui-jeong.[11][12]
- Park Myung-hoon como Man-sik, médico, superior de Kyung-soo.[13][14]
- Kim Sung-cheol como el príncipe heredero Sohyeon.[15][16]
- Ahn Eun-jin como Jo So-yong, concubina del rey.[17][18]
- Jo Yoon-seo como la princesa heredera Kangbin.[19][20]
- Kim Ye-eun como la dama de la corte Seo.
- Lee Joo-won como Yi Seok-cheol, el hijo mayor del príncipe heredero Sohyeon.[21]
- Kim Do-won como Chun Kyung-jae, el hermano menor de Kyung-soo.
- Jung Suk-won como el jefe de Naegeumwi.
- Shin Mun-sung como Woo Seung-ji.
- Ahn Seong-bong como Cheong Sa-sin.
- Kim In-kwon como jefe de la escolta real.
- Choi Hye-young como la dama de la corte Choi.

## Producción
La película nació de una sugerencia que Baek Yeon-ja, director de la casa productora, hizo al director Ahn Tae-jin: «El protagonista que sufre de ceguera entra al palacio y es testigo de un secreto». En la primera versión del guion aquel era un músico y no acupunturista, pero se cambió para usar un personaje que pudiera estar más en contacto con los secretos de la familia real.
El presupuesto de la película ascendió a unos nueve mil millones de wones, relativamente elevado para una producción de rango medio; ello se debe básicamente a que hay en ella muchas escenas nocturnas, que encarecen aquella. Para elaborar los decorados del palacio real el equipo de producción recurrió a expertos del Instituto de Historia y fuentes literarias. El director Ahn intentó acentuar la sensación de espacio cerrado del que trata de escapar el protagonista. En cambio, la residencia del príncipe heredero Sohyeon fue diseñada como una inusual estructura abierta, reflejo de la mentalidad abierta de una persona virtuosa.
El 4 de octubre de 2022 la distribuidora NEW confirmó el estreno de la película el 23 de noviembre y lanzó los dos primeros carteles. El 12 de octubre se publicaron algunos fotogramas del actor Yoo Hae-jin como rey Injo. Seis días después se presentó la producción en el centro comercial CGV Yongsan I'Park en Yongsan-gu, Seúl.

## Estreno y taquilla
The Night Owl se estrenó el 23 de noviembre de 2022 en 1541 salas. Un mes después, el 23 de diciembre, superó los tres millones de espectadores. Para entonces había mantenido el primer puesto en taquilla durante veintiún días consecutivos, logrando así la mayor duración entre las películas estrenadas ese año.
Al final de su paso por pantalla, The Night Owl había vendido 3 329 634 entradas, con una taquilla del equivalente a 24 707 463 dólares. Quedó por este concepto en la quinta posición entre las películas surcoreanas estrenadas en 2022.

## Premios y nominaciones
| Año  | Premios            | Categoría                      | Candidato                 | Resultado | Ref.   |
| ---- | ------------------ | ------------------------------ | ------------------------- | --------- | ------ |
| 2023 | 59.º Baeksang Arts | Mejor película                 | The Night Owl             | Ganadora  | [ 28 ] |
| 2023 | 59.º Baeksang Arts | Mejor director                 | Ahn Tae-jin               | Nominado  | [ 28 ] |
| 2023 | 59.º Baeksang Arts | Mejor director novel           | Ahn Tae-jin               | Ganador   | [ 28 ] |
| 2023 | 59.º Baeksang Arts | Mejor actor                    | Ryu Jun-yeol              | Ganador   | [ 28 ] |
| 2023 | 59.º Baeksang Arts | Mejor actor de reparto         | Kim Sung-cheol            | Nominado  | [ 28 ] |
| 2023 | 59.º Baeksang Arts | Mejor actriz de reparto        | Ahn Eun-jin               | Nominada  | [ 28 ] |
| 2023 | 59.º Baeksang Arts | Mejor guion                    | Ahn Tae-jin y Hyun Kyu-ri | Nominados | [ 28 ] |
| 2023 | 59.º Baeksang Arts | Premio técnico (iluminación)   | Hong Seung-cheol          | Nominado  | [ 28 ] |
| 2023 | Director's Cut     | Mejor director novel (cine)    | Ahn Tae-jin               | Ganador   | [ 29 ] |
| 2023 | Director's Cut     | Mejor director (cine)          | Ahn Tae-jin               | Nominado  | [ 30 ] |
| 2023 | Director's Cut     | Mejor guion                    | Hyun Kyu-ri               | Nominado  | [ 30 ] |
| 2023 | Director's Cut     | Mejor actor (cine)             | Ryu Jun-yeol              | Nominado  | [ 30 ] |
| 2023 | Director's Cut     | Mejor actor (cine)             | Yoo Hae-jin               | Nominado  | [ 30 ] |
| 2023 | Director's Cut     | Mejor actor revelación (cine)  | Kim Sung-cheol            | Nominado  | [ 30 ] |
| 2023 | Director's Cut     | Mejor actriz revelación (cine) | Ahn Eun-jin               | Nominada  | [ 30 ] |